# 中國—紐埃關係
中华人民共和国—紐埃關係（英語：China–Niue relations）是指中华人民共和国和紐埃之間的外交關係，雙方於2007年12月12日建交。

## 外交往来
2005年1月，中国外交部长李肇星在毛里求斯出席小岛屿发展中国家可持续发展国际会议期间会见纽埃副总理塔拉吉。2006年4月，中国国务院总理温家宝在斐济出席“中国—太平洋岛国经济发展合作论坛”会议期间会见纽埃总理维维安。7月，中国外交部长李肇星访问纽埃。2007年6月，纽埃总理维维安访华。
2007年12月12日，中国同纽埃签署建交联合公报，决定自即日起建立大使级外交关系，纽埃是中国第170个建交国。
2017年8月9日至12日，驻新西兰大使王鲁彤夫妇访问纽埃。期间，王鲁彤会见纽埃代总理塔格拉吉，集体会见中央机构和商务部代部长维莱法西、代理政府秘书长佩莱尼·塔拉吉，并会见了新西兰驻纽埃高专阿德恩。

## 高层交往
2008年5月，纽埃代总理皮希亚格就四川汶川大地震致函中国驻新西兰兼驻纽埃大使张援远表示慰问。6月，全国人大常委会委员长吴邦国、国务院总理温家宝分别致电祝贺纽埃议长施亚基摩图、总理塔拉吉当选。10月，纽埃政府向中方捐赠7,080新元（约合3.5万元人民币），用于四川汶川地震灾后重建。11月，塔拉吉总理赴上海出席第十届中国国际旅游交易会。
2009年6月，应全国人大常委会委员长吴邦国邀请，纽埃议会议案委员会主席塔拉吉率纽议会代表团访华。10月，国务院总理温家宝致信纽埃总理塔拉吉，祝贺纽埃宪法日。
2010年10月，中国国务院总理温家宝致电纽埃总理塔拉吉，祝贺纽埃宪法日。纽埃总理塔拉吉来华出席上海世博会纽国家馆日活动。
2011年5月，全国人大常委会委员长吴邦国和国务院总理温家宝分别致电纽埃新任议长莱维和总理塔拉吉表示祝贺。10月，国务院总理温家宝致电纽埃总理塔拉吉，祝贺纽埃宪法日。
2012年10月，国务院总理温家宝致电纽埃总理塔拉吉，祝贺纽埃宪法日。12月，国务院总理温家宝与纽埃总理塔拉吉互致贺电，庆祝中纽建交5周年。同月，纽埃总理塔拉吉致函祝贺习近平当选中国共产党中央委员会总书记。
2013年10月，国务院总理李克强致电纽埃总理塔拉吉，祝贺纽埃宪法日。11月6日至10日，塔拉吉总理率团赴广州出席第二届中国-太平洋岛国经济发展合作论坛，国务院副总理汪洋11月7日在广州会见。12月，中国新任驻纽埃大使王鲁彤赴纽埃向总理塔拉吉递交国书，并分别拜会其他内阁部长、议长。12月，塔拉吉总理向中共中央总书记习近平和国务院总理李克强致新年贺卡。
2014年4月，国务院总理李克强、全国人大常委会委员长张德江分别致电祝贺纽埃总理塔拉吉、议长皮希吉亚当选。7月30日，中国—太平洋岛国论坛对话会特使杜起文出席在帕劳科罗尔举行的第26届太平洋岛国论坛会后对话会期间会见塔拉吉总理。10月，纽埃总理塔拉吉致信国务院总理李克强，祝贺中华人民共和国成立65周年，国务院总理李克强就纽宪法日向总理塔拉吉致贺电。11月，纽总理塔拉吉赴斐济楠迪出席中共中央总书记习近平与太平洋岛国领导人集体会晤。期间，习近平与塔举行双边会晤并共同出席中纽有关合作文件签字仪式。
2015年10月，中国-太平洋岛国论坛对话会特使杜起文访问纽埃。
2016年10月，纽埃-中国友好协会代表团访问广东省。12月，纽埃驻新西兰高专雅各布森访问广东省。
2017年7月，中国-太平洋岛国论坛对话会特使杜起文访问纽埃。同月，珠海市代表团访问纽埃。12月，国务院总理李克强同纽埃总理塔拉吉互致贺电，庆祝两国建交10周年。
2018年11月，中共中央总书记兼国家主席习近平在巴布亚新几内亚同建交太平洋岛国领导人举行集体会晤，并会见纽埃总理塔拉吉，双方建立相互尊重、共同发展的全面战略伙伴关系。
2019年10月，纽埃代总理比利·塔拉吉致函中共中央总书记兼国家主席习近平，祝贺中华人民共和国成立70周年。同月，纽埃基础设施部长希佩利出席在萨摩亚阿皮亚举行的第三届中国——太平洋岛国经济合作发展论坛。
2021年10月，纽埃总理塔格拉吉以视频方式出席首次中国—太平洋岛国外长会。
2022年5月，中国国务委员兼外长王毅同纽埃总理塔格拉吉举行视频会晤。同月，纽埃总理塔格拉吉以视频方式出席第二次中国—太平洋岛国外长会。12月，中国国务委员兼外长王毅同纽埃总理兼外长塔格拉吉就中纽建交15周年互致贺电。

## 经贸关系
2018年7月23日，中国和纽埃两国政府签署《关于共同推进丝绸之路经济带和21世纪海上丝绸之路建设的谅解备忘录》。
2023年4月18日，纽埃总理塔格拉吉与中国驻纽埃大使王小龙共同出席中国援纽埃环岛公路升级项目开工仪式。

## 外部連結
- 中华人民共和国驻新西兰（库克群岛、纽埃）大使馆官方网站（简体中文）（英文）